# جوسيب سكوكو
جوسيب سكوكو (بالإنجليزية: Josip Skoko)‏ (مواليد 10 ديسمبر 1975) هو لاعب كرة قدم. يلعب مع منتخب أستراليا لكرة القدم. سبق له أن لعب في كأس العالم لكرة القدم مع منتخب بلاده.

## روابط خارجية
- جوسيب سكوكو على موقع الاتحاد الدولي (مؤرشف)  (الإنجليزية)
- جوسيب سكوكو على موقع اتحاد تركيا (لاعب) (الإنجليزية)
- جوسيب سكوكو على موقع قاعدة بيانات كرة القدم.إي يو (الإنجليزية)
- جوسيب سكوكو على موقع ناشيونال فوتبول تيمز (الإنجليزية)
- جوسيب سكوكو على موقع Soccerbase.com (لاعب) (الإنجليزية)
- جوسيب سكوكو على موقع Soccerway.com (الإنجليزية)
- جوسيب سكوكو على موقع عالم كرة القدم.نت (الإنجليزية)
- جوسيب سكوكو على موقع كووورة
- جوسيب سكوكو على موقع أوليمبيديا (الإنجليزية)
- جوسيب سكوكو على موقع اللجنة الأولمبية الأسترالية (الإنجليزية)